# Illa d'en Sales
L'Illa d'en Sales és un illot del litoral mallorquí situat davant Portals Nous, al municipi de Calvià. Té una extensió de 8.750 m2, un perímetre de 460 m i una cota màxima de 6 m. Es tracta d'un illot escarpat accessible només per la cara nord, on hi ha una plaja d'arena i macolins.
Després d'una tasca de prospecció arqueològica, hom hi va identificar una quantitat significativa de ceràmica púnica dels segles iii i II aC, i també restes sota l'aigua. Atès que no ha estat possible de trobar-hi estructures, hom pensa que es tractaria d'un enclavament que sovintejaven els mariners i comerciants púnico-ebusitans, per bé que sense estructures estables, ans de materials peribles. Hom pensa que degué constituir un punt costaner important per l'intercanvi comercial amb els indígenes i pel control de la població en les lleves de mercenaris. El ventall cronològic en què s'inseririen les troballes aniria del 250 aC i el 190 aC, entre la Primera i la Segona Guerra Púnica, si fa no fa coincident amb les troballes fenícies dels illots de la Galera, na Guardis i na Moltona. Sembla plausible d'interpretar aquests assentaments com una fase prèvia al procés de colonització fenícia i cartaginesa de les ribes de la mar Mediterrània.